# Joe Panik
Joseph Matthew Panik (Yonkers, 30 ottobre 1990) è un giocatore di baseball statunitense, interno per i Miami Marlins della Major League Baseball (MLB).

## Biografia
Panik si diplomò alla John Jay High School di Hopewell Junction, New York e frequentò la St. John's University di New York.

## Carriera

### Minor League (MiLB)

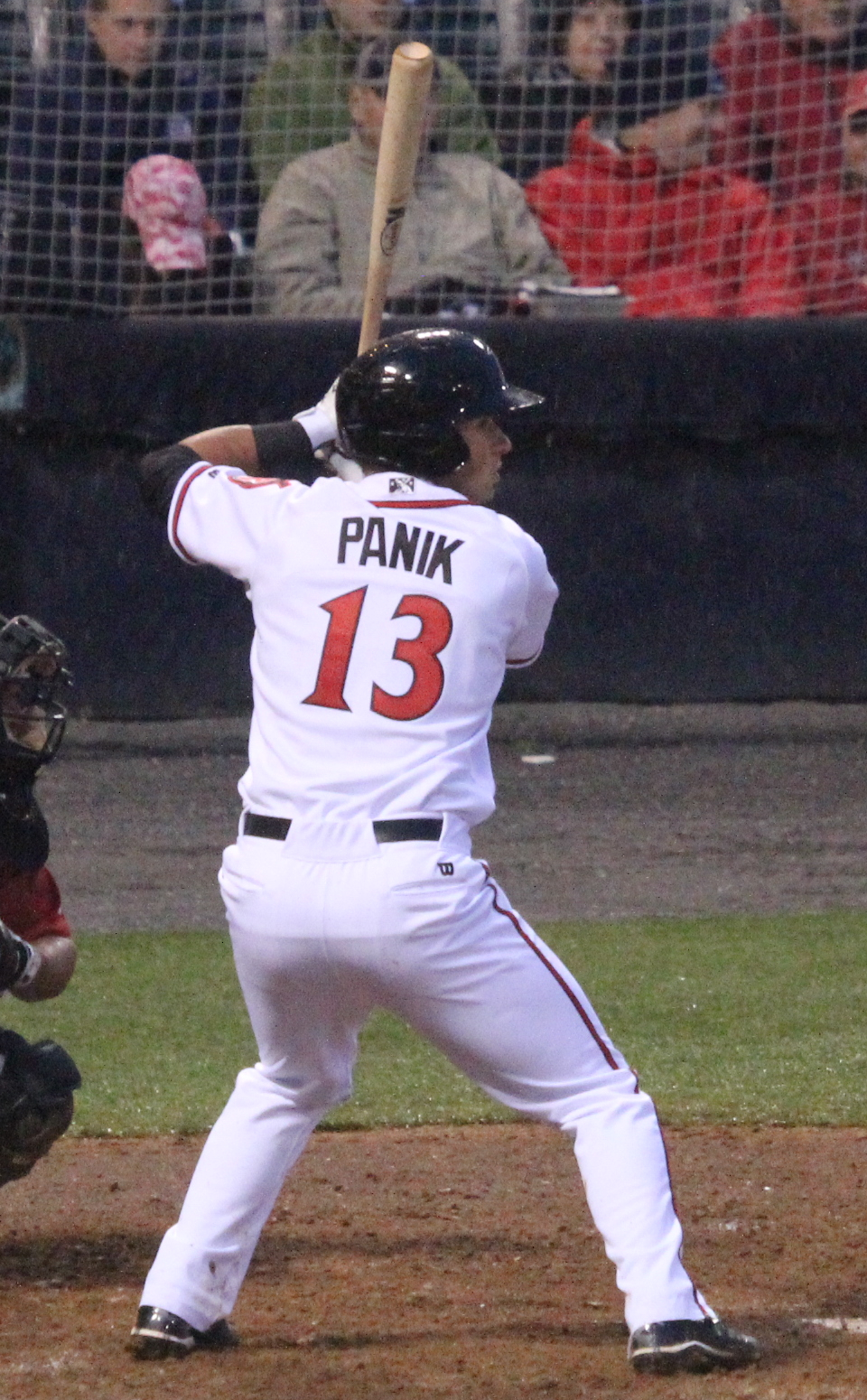
Panik con i Flying Squirrels nel 2013

Panik venne selezionato nel 1º turno, come 29ª scelta assoluta del draft MLB 2011, dai San Francisco Giants, che lo assegnarono in Classe A-breve. Passò la stagione 2012 in Classe A-avanzata e nel 2013 fu promosso in Doppia-A. Iniziò la stagione 2014 in Tripla-A.

### Major League (MLB)
Panik debuttò nella MLB il 21 giugno 2014, al Chase Field di Phoenix, contro gli Arizona Diamondbacks. Batté la sua prima valida il 22 giugno e il primo fuoricampo il 22 agosto. Terminò la stagione regolare con 73 partite giocate in MLB e 74 nella Tripla-A, e accedette al post-stagione, diventando poi campione grazie alla vittoria dei Giants alle World Series 2014.
Nel 2015 fu selezionato per la prima volta per l'All-Star Game. Il 3 agosto venne inserito nella lista degli infortunati per 15 giorni, tornando in campo solo in 3 partite a settembre prima di concludere anticipatamente la sua stagione. Nel 2016 vinse il suo primo guanto d'oro.
Il 6 agosto 2019, Panik venne designato per la riassegnazione e il giorno successivo venne rilasciato dalla franchigia. Il 9 agosto firmò con i New York Mets. Divenne free agent a stagione conclusa.
Il 18 gennaio 2020, Panik firmò un contratto di minor league con i Toronto Blue Jays. Durante la stagione venne schierato come seconda base 18 volte, come interbase 14 volte e come terza base 12 volte.
Il 29 giugno 2021, i Blue Jays scambiarono Panik e il lanciatore di minor league Andrew McInvale con i Miami Marlins per Corey Dickerson e Adam Cimber.

## Palmarès

### Club
- World Series: 1

San Francisco Giants: 2014

### Individuale
- MLB All-Star: 1

2015
- Guanti d'oro: 1

2016